# سعيدة كريم العمراني
سعيدة كريم العمراني (مواليد 30 أغسطس 1946، فاس) سيدة أعمال مغربية، وهي ابنة رئيس الوزراء المغربي السابق محمد كريم العمراني في عهد الحسن الثاني.
نائب رئيس مجلس إدارة مجموعة "سفاري"، وعضو في "مؤسسة محمد الخامس للتضامن"، و"الاتحاد العام لمقاولات المغرب.

## مسيرتها
شغلت منصب رئيس مجلس الإدارة والرئيس التنفيذي لشركة"SMEIA"، ورئيس مجلس الرقابة في «مصرف المغرب»، ومدير عام «الشركة المغربية للتجهيز والتزويد والاستيراد».
ُصُنّفت ضمن قائمة «فوربس الشرق الأوسط» لأقوى النساء العربيات لأعوام 2015،2016،2017، كما صنفتها مجلة «جون أفريك» كواحدة من أكثر سيدات الأعمال التجارية نفوذاً في قارة إفريقيا لعامي 2013 و2017.‘‘

## أوسمة
وسام العرش من درجة ضابط (2016).